# Ε-δ语言

ε-δ语言，或極限的(ε, δ)定義（(ε, δ)-definition of limit）是一种在数学分析中仅使用（有限多的）实数值来定义极限的方法。

## 历史背景
由牛顿和莱布尼茨创立的微积分，使用了无穷小（小于任何正实数的正实数）和无穷大（大于任何实数的数）等无法在实数范围内定义的概念。这样的状态一直持续到了18世纪，在欧拉将微积分大幅发展时仍未解决。当时的数学家在发展他们的理论时都没有考虑过发散和收敛的严密的定义，导致他们常常得出错误的结论。
进入19世纪，柯西、波尔查诺等人试图根据严密的定义来重构微积分学。从这个时候开始，人们开始将收敛性和连续性的定义变得更加严格。ε-δ语言是由魏尔施特拉斯在1860年代发明的，根据它就可以在不使用无限小和无限大的概念的情况下定义收敛性和连续性。在数学史上，柯西的《分析教程》被誉为微积分的奠基之作。在其中，他使用ε-δ论证定义了函数的连续性。然而，在他自己的著作中也由于没有区别连续性和一致连续性导致出现了错误。
ε-δ语言登场后，利用无穷大和无穷小的分析也被弃用了。但是之后这种解析被使用超实数规范化，用于非标准分析的领域。

## 数学教育中的使用
微积分定理中，特别是关于函数极限定理，就是根据这种ε-δ语言来证明的。换句话说，没有使用ε-δ语言的微积分缺乏严格的定义。然而另一方面，除了数学之外，在自然科学、工程学、经济学、医学、社会学的领域，有观点认为没有必要使用ε-δ语言，有没有必要教ε-δ语言是数学教育中一个自古以来一直持续的争论。

## 函数值的收敛
如下所示，极限的概念能根据定义域在一定范围内（有限）的变量来定义。
对于实函数{\displaystyle f:\mathbb {R} \to \mathbb {R} }，有
{\displaystyle \lim _{x\to a}f(x)=b}
这个式子也就是说：只要x无限接近于a，f(x)则必然无限接近于b。
利用ε-δ语言来表示的话，就是
{\displaystyle (\forall \varepsilon >0)\,(\exists \delta >0)\,(\forall x\in \mathbb {R} )\,(0<|x-a|<\delta \implies |f(x)-b|<\varepsilon )}
这个表达式的意思就是：对于任何正数ε，都能够找到一个正数δ，当x满足{\displaystyle 0<\mid x-a\mid <\delta }时，对于满足上式的x都有{\displaystyle 0<\mid f(x)-b\mid <\varepsilon }

f(x)无论距离b有多近，它始终不是b，在f(x)与b之间总是能找到一个数字（而不是无穷小），使这个数字与f(x)与b的差为ε。对于每个ε都存在一个大于零的δ，使得满足上式的x属于a±δ。
ε和δ都是确实存在的实数，利用他们都能取得任意一个很小的实数来明确定义了极限。
当条件满足时，正数δ是依赖于ε的变量。一般而言，对于ε，δ总是存在无数个，我们只要找到其中一个就能说明他存在。比如
{\displaystyle \lim _{x\to 3}x^{2}=9}
接下来我们用ε-δ语言考虑一下。如果我们对任何ε取{\displaystyle \delta ={\sqrt {\varepsilon +9}}-3}
{\displaystyle 0<|x-3|<\delta ={\sqrt {\varepsilon +9}}-3}
则有
{\displaystyle |x^{2}-9|=|x+3||x-3|<(\delta +6)\delta =({\sqrt {\varepsilon +9}}+3)({\sqrt {\varepsilon +9}}-3)=\varepsilon }
因此
{\displaystyle {}^{\forall }\varepsilon >0,\;{}^{\exists }\delta >0\;;\;x\in \mathbb {R} \;[0<|x-3|<\delta \Rightarrow |x^{2}-9|<\varepsilon ]}
成立，利用ε-δ语言我们知道{\displaystyle x\to 3}时{\displaystyle x^{2}\to 9}